# Music & Me
Music & Me este al treilea album de studio înregistrat de către artistul american Michael Jackson, albumul a fost lansat pe 13 aprilie 1973 de către casa de discuri 
Motown.

## Conținut
Lista melodiilor incluse în album este:
1. „With a Child's Heart” — 3:29
2. „Up Again” — 2:50
3. „All the Things You Are” — 2:59
4. „Happy” — 3:25
5. „Too Young” — 3:38
6. „Doggin' Around” — 2:52
7. „Johnny Raven”  — 3:33
8. „Euphoria” — 2:50
9. „Morning Glow” — 3:37
10. „Music and Me”  — 2:38